# 聖湯瑪斯大學 (明尼蘇達州)

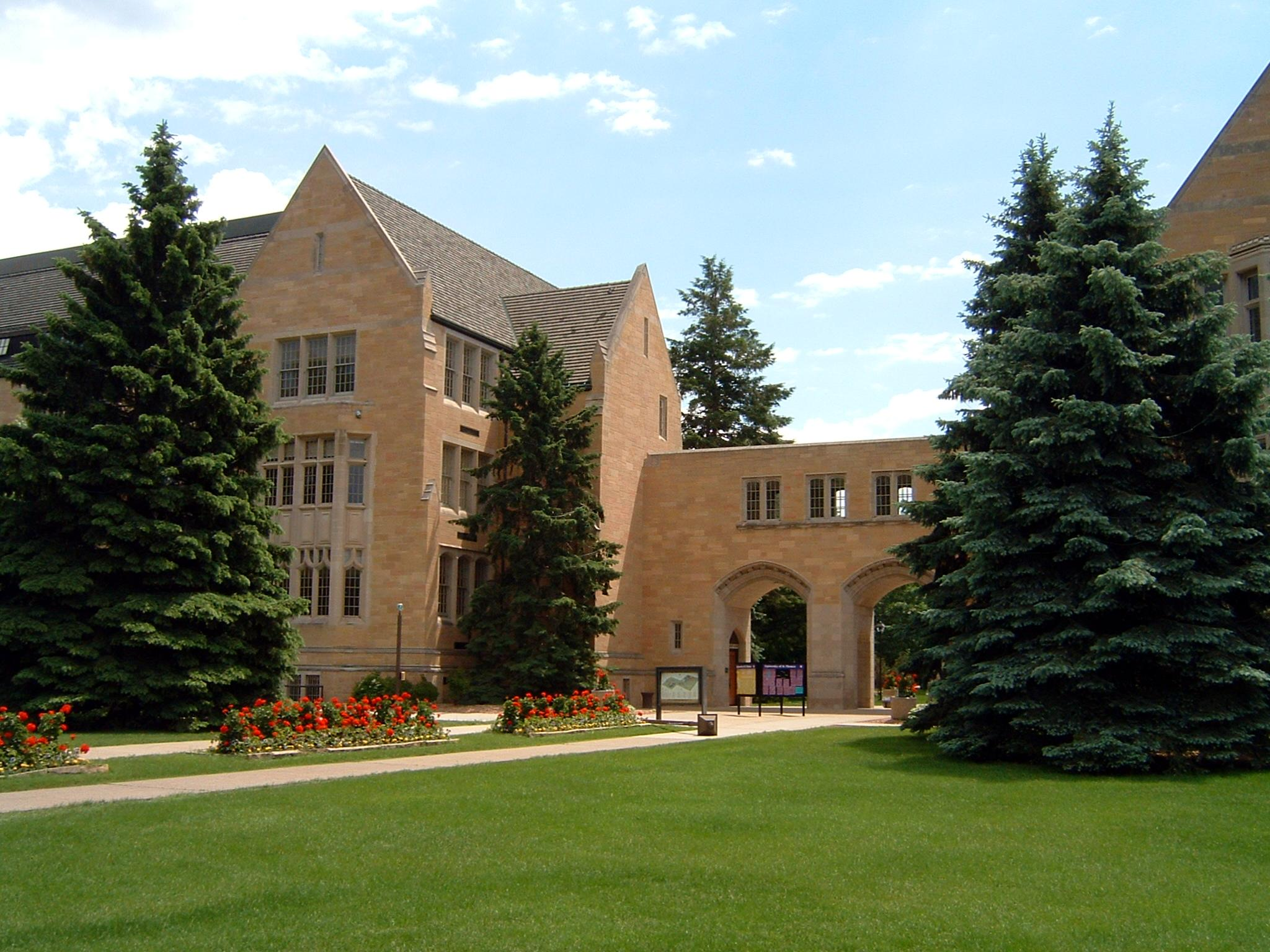
聖托馬斯校區

聖湯瑪斯大學（英語：University of St. Thomas）是一間位於美國明尼蘇達州聖保羅的一間天主教私立大學。始建於1885年。美國新聞與世界報導全美列為133位。QS美國大學排名將其列為251-300區間。泰晤士高等教育將其排名美國303名。

## 外部連結
- 校網 （页面存档备份，存于）